# Юнус Малли
Юнус Малли (нім. Yunus Malli, нар. 24 лютого 1992, Кассель) — німецький і турецький футболіст, півзахисник клубу «Касимпаша» і національної збірної Туреччини.

## Клубна кар'єра
У дорослому футболі дебютував 2009 року виступами за другу команду менхенгладбаської «Боруссії», в якій провів два сезони, взявши участь в 11 матчах чемпіонату. 
2011 року перейшов до клубу «Майнц 05», в якому протягом перших двох сезонів грав у тому числі за команду дублерів. З 2013 року — стабільний гравець основної команди клубу з Майнца.
У 2017 році став гравцем «Вольфсбурга», кольори якого захищав до початку 2020 року, коли був орендований берлінським «Уніоном».

## Виступи за збірні
2008 року дебютував у складі юнацької збірної Німеччини, взяв участь у 31 іграх на юнацькому рівні, відзначившись 4 забитими голами.
Протягом 2011–2014 років залучався до складу молодіжної збірної Німеччини. На молодіжному рівні зіграв у 12 офіційних матчах, забив 1 гол.
2015 року погодився на рівні основних збірних захищати кольори історичної батьківщини, Туреччини, і в листопаді того ж року дебютував в офіційних матчах у складі національної збірної Туреччини. Наступного року був включений до заявки турецької національної команди для участі у чемпіонату Європи 2016 у Франції.

## Титули і досягнення
- Чемпіон Туреччини (1):

«Трабзонспор»: 2021-22
Збірні
- Чемпіон Європи (U-17): 2009